# Olympische Sommerspiele 1948/Teilnehmer (Kolumbien)
| Gelbes Symbol für Goldmedaillen mit stilisierten Olympischen Ringen | Graues Symbol für Silbermedaillen mit stilisierten Olympischen Ringen | Braundes Symbol für Bronzemedaillen mit stilisierten Olympischen Ringen |
| ------------------------------------------------------------------- | --------------------------------------------------------------------- | ----------------------------------------------------------------------- |
| —                                                                   | —                                                                     | —                                                                       |

Kolumbien nahm an den Olympischen Sommerspielen 1948 in London, England, mit sechs Athleten in drei Disziplinen teil, allesamt Männer. Ein Medaillengewinn gelang keinem der Athleten.

## Teilnehmer nach Sportarten

### Fechten
- Antonio Ahumada
Degen, Einzel: Vorrunde

- Emiliano Camargo
Florett, Einzel: Vorrunde
Degen, Einzel: Vorrunde

### Leichtathletik
- Jaime Aparicio
400 Meter: Vorläufe
400 Meter Hürden: Vorläufe

- Mario Rosas
400 Meter: Vorläufe
400 Meter Hürden: Vorläufe

### Schwimmen
- Luis Child
400 Meter Freistil: Vorläufe
1500 Meter Freistil: Vorläufe

- Luis González
400 Meter Freistil: Vorläufe
1500 Meter Freistil: Halbfinale